# Buona fortuna maggiore Bradbury
Buona fortuna maggiore Bradbury (Paper Tiger) è un film britannico del 1975 diretto da Ken Annakin.